# Lampulo
Lampulo is een bestuurslaag in het regentschap Banda Aceh van de provincie Atjeh, Indonesië. Lampulo telt 4225 inwoners (volkstelling 2010).